# Петтіс (округ, Міссурі)
Шаблон:StateAbbr_ 38°44′ пн. ш. 93°17′ зх. д. / 38.73° пн. ш. 93.28° зх. д.
Округ  Петтіс (англ. Pettis County) — округ (графство) у штаті Міссурі, США. Ідентифікатор округу 29159.

## Історія
Округ утворений 1833 року.

## Демографія
За даними перепису 
2000 року 
загальне населення округу становило 39403 осіб, зокрема міського населення було 24370, а сільського — 15033.
Серед мешканців округу чоловіків було 19131, а жінок — 20272. В окрузі було 15568 домогосподарств, 10568 родин, які мешкали в 16963 будинках.
Середній розмір родини становив 3,01.
Віковий розподіл населення поданий у таблиці:
| Стать    | До 15 років | 15-21 | 22-29 | 30-39 | 40-49 | 50-65 | 65-85 | Понад 85 |
| -------- | ----------- | ----- | ----- | ----- | ----- | ----- | ----- | -------- |
| Чоловіки | 4337        | 2063  | 1951  | 2744  | 2814  | 2769  | 2204  | 249      |
| Жінки    | 4240        | 1979  | 1869  | 2812  | 2816  | 2939  | 3039  | 578      |

## Суміжні округи
- Салін — північ
- Купер — схід
- Морган — південний схід
- Бентон — південь
- Генрі — південний захід
- Джонсон — захід
- Лафаєтт — північний захід

## Виноски
1. ↑  U.S. Decennial Census. United States Census Bureau. Процитовано 18 листопада 2014.
2. ↑  Historical Census Browser. University of Virginia Library. Архів оригіналу за 11 серпня 2012. Процитовано 18 листопада 2014.
3. ↑  Population of Counties by Decennial Census: 1900 to 1990. United States Census Bureau. Процитовано 18 листопада 2014.
4. ↑  Census 2000 PHC-T-4. Ranking Tables for Counties: 1990 and 2000 (PDF). United States Census Bureau. Процитовано 18 листопада 2014.
5. ↑  State & County QuickFacts. United States Census Bureau. Архів оригіналу за 7 червня 2011. Процитовано 12 вересня 2013.(англ.) Наведено за англійською вікіпедією.
6. ↑  Pettis County, Missouri. United States Census Bureau. Процитовано 8 жовтня 2019.
7. ↑  American FactFinder. Бюро перепису населення США. Архів оригіналу за 26 лютого 2012. Процитовано 31 січня 2008.

| США | Це незавершена стаття з географії США. Ви можете допомогти проєкту, виправивши або дописавши її. |